# Alberton (Ontario)
Alberton to gmina (ang. township) w Kanadzie, w prowincji Ontario, w dystrykcie Rainy River.
Powierzchnia Alberton to 115,3 km². Według danych spisu powszechnego z roku 2001 Alberton liczy 956 mieszkańców (8,29 os./km²).